# Annibale Lucio
Annibale Lucio (in croato Hanibal Lucić; Lesina, 1485 circa – Lesina, 4 dicembre 1553) è stato un poeta e drammaturgo croato, originario della Dalmazia.

## Biografia
Annibale Lucio, patrizio discendente di un'antica casata, visse la maggior parte della sua vita a Lesina. Scrisse poesie d'amore con forti influenze petrarchesche, quasi tutte in lingua croata, ma nei suoi lavori vi è anche una parte riservata al folclore dalmata. Fra le sue opere è da ricordare Robinja, fra i primi capolavori della storia della letteratura croata.
Alcuni suoi lavori sono stati distrutti dallo stesso autore, in un eccesso di autocritica: il resto venne salvato dal figlio Antonij/Antonio e pubblicato.